# 斎藤紀一
斎藤 紀一（さいとう きいち、1861年9月5日（文久元年8月1日） - 1928年（昭和3年）11月17日）は、日本の医師（脳神経及び精神病専門医、青山脳病院長）、政治家。 同じく精神科医で歌人である斎藤茂吉の養父としても知られる。族籍は東京府平民。

## 人物
東京の開業医として成功、ドイツ留学では医学博士号を取得した。また、一代で大規模な精神病院、「青山脳病院」を築き、帝国議会議員としても華麗な生活を送った。性格的には大言壮語が目立ち、孫である斎藤宗吉（北杜夫）からは後に、「口先がうまく、成り上がり者で貴族趣味の俗物」と評されている。北の長編小説『楡家の人びと』の主人公楡基一郎のモデルでもある。住所は東京市赤坂区青山南町。

### 生い立ち
1861年（文久元年）8月1日、出羽国（現在の山形県）村山郡金谷村金瓶（現上山市金瓶）に生まれた。生家は農家で、名主の家柄であった。名声は遠近に聞こえていた。斎藤文三郎の長男。
1880年（明治13年）に上京して普通学、ドイツ語を習得すると、郷里に戻って1883年（明治16年）、山形県立医学校に入学し、1886年（明治19年）に卒業した。山形医学所を卒業した。その後再び上京し、医術開業試験の予備校であった済生学舎に学んだ。1888年（明治21年）、内務省医術開業試験に及第した。1888年（明治21年）12月、埼玉県の大宮（現さいたま市）で医業を始めた。大宮では青木ひさ（後に勝子と改名）と出会い、結婚した。

### 医業の開始
1891年（明治24年）、東京・浅草に移って、診療所 「浅草医院」を開業した。同年東京医科大学に入り、1893年（明治26年）、あるいは1894年（明治27年）に卒業した。
医院は大繁盛となり、1894年（明治27年）には2件目の病院、東都病院を神田和泉町に開業した。男児がいなかった斎藤は跡継ぎを考え、同郷である山形県南村山郡の出身で成績優秀だった少年、茂吉を浅草の自宅に迎えた。1905年（明治38年）、茂吉を当時9歳だった次女・輝子の婿養子として齊藤家の籍に入れた。
1900年（明治33年）、斎藤は精神医学の修得を志してヨーロッパに留学した。ドイツ・ハレ大学でドクトル-メジチーネ（医学博士）を取得すると1902年（明治35年）12月に日本に戻ったが、帰国時の船では、英国留学からの帰途にあった夏目漱石が一緒であった
。帰途の船に精神科医である斎藤が同乗していることを知った夏目の親族は、夏目が留学中に精神病を患ったのではと心配したという。
斎藤は帰国後、「ドクトル・メジチーネ・サイトウ・キイチ」と自称するようになり、また東都病院を精神病院に転換して、名称も「帝国脳病院」と改めた。

### 青山脳病院
1907年（明治40年）、東京・青山に青山脳病院を設立して、帝国脳病院から移った。当時は一面の野原であった青山南町（現在の港区南青山）に建てられたこの精神病院は洋風の威容を誇り、同地の名所となった。病院の隣接地には、自宅を構えていた。

### 政界進出と晩年
1917年（大正6年）第13回衆議院議員総選挙で当選、立憲政友会の衆議院議員となった。1923年（大正12年）には再選を目指して選挙活動に大金を投じたものの落選した。
1924年（大正13年）には失火によって青山脳病院を焼失、世田谷の松原村に移転して精神病院の本院を置き、青山南町は「分院」として小規模に再建した。1927年（昭和2年）、青山脳病院で相次いだ不祥事によって斎藤は院長職を辞し、45歳の精神科医となっていた養子、茂吉に同職を譲った。
なお家督は長男の西洋が相続している。
喘息を患っていた斎藤は1928年（昭和3年）11月17日午後3時、療養先であり、度々逗留していた熱海の旅館、「福島屋」において、心臓麻痺を起こして死亡した。斎藤の死亡通知書は、伯爵・後藤新平の名前で出された。一方、斎藤は複数の愛人問題を抱えており、斎藤家には斎藤の死に前後して、関係した女性らからの莫大な慰謝料請求が届いたという。

## 家族・親族
斎藤家
- 父・文三郎（山形平民）[2][3][5]
- 妻・ひさ（1866年 - ?、埼玉、青木定八の姉）[2][5]
- 養子
  - 茂吉（1882年 - 1953年、医学博士、アララギ派歌人[4]、山形、守谷傳右衛門の三男、二女・てる子（輝子）の夫[5]）
  - 孫・茂太（1916年[3] - 2006年、茂吉の長男）
  - 同妻・美智子[16]
  - 孫・百子（1925年2月- ?、茂吉の長女[16])
  - 孫・宗吉（1927年 - 2011年、茂吉の二男、北杜夫）
  - 孫・昌子(1929年10月- ?、茂吉の二女[16])
  - 曾孫・由香（1962年 - 、宗吉の長女）
  - みさを（1908年 - ?、山形、斎藤喜廣の三女）[3]
- 長男・西洋（1901年6月[17] -1958）[5]-東北大医学部卒業、昭和三年家督相続、宗派は時宗[14]東京都立梅ヶ丘病院院長[18]
- 同妻・淑子(1911年3月- ?、浅田飴創業者堀内伊太郎次女[14])
- 孫・洋一(1934年9月- ?[14])
- 二男・米国（1909年 - 1958）[2][5]-農大卒[14]
- 二女・てる子（輝子）（1895年 - 1984年、養子・茂吉の妻）[5][19]
- 四女・きよ子（1899年 - ?、静岡、影山千萬樹の妻）[4]
- 五女・あい子（1907年 - ?）[2][5]
- 女・宮崎永野[17]
- 三男・紀仁（1914年4月～[17]- ?）-東大医学部卒業[14]